# Michael Widenius
Ulf Michael Widenius (também conhecido por Monty Widenius; nascido em 3 de março de 1962 em Helsínquia, Finlândia) é um programador finlandês, conhecido por ser o principal autor da versão original do SGBD de código aberto MySQL, um membro fundador da empresa MySQL AB e atual director técnico (CTO — chief technical officer) da MariaDB Corporation AB, além de ser fundador e sócio comanditado da OpenOcean.

## Biografia
Após os estudos (não concluidos) na Universidade de Tecnologia de Helsínquia, Widenius começou a trabalhar para a empresa Tapio Laakso em 1981. Em 1985 fundou a TCX DataKonsult, uma empresa de armazenamento de dados (data warehousing) juntamente com Allan Larsson. Em 1995 começou a escrever a primeira versão da base de dados MySQL com David Axmark, lançada em 1996. Widenius é o co-autor do "MySQL Reference Manual", publicado pela editora O'Reilly em junho de 2002 e em 2003 ele recebe o prêmio "empreendedor de software finlandês do ano".
Em 2004 tornou-se director técnico (CTO) da MySQL AB e continua a ser uma das principais figuras por trás do desenvolvimento do MySQL.  Foi trabalhar para Sun Microsystems quando esta adquiriu a MySQL AB em janeiro de 2008 e no dia 20 de abril de 2009, foi anunciado que a Oracle estaria comprando a Sun Microsystems o que levou a Windenius em Dezembro de 2009 pedir que clientes da MySQL se organizassem para pedir para à Comissão Europeia impedir a aquisição por precupações de formação de monopólio mas após investigações da Comissão Europeia a compra foi aprovada o que levou Windenius a deixar a empresa em 5 de fevereiro de 2009 logo após o lançamento da versão 5.1 do MySQL, com a qual estava insatisfeito.
Em 2008 Windenius fundou uma firma de capital de risco chamada OpenOcean com um dos diretores do MySQL AB Patrik Backman e seus conselheiros de longa data Tom Henriksson e Ralf Wahlsten.
Apos deixa a Sun ele decide fundar a Monty Program AB com o intuito de criar um fork do MySQL chamado de MariaDB, nomeada após sua filha mais nova, Maria. Este inclui várias atualizaçãos e plugins desenvolvidos pela própria empresa ou por sua comunidade. Monty Program AB fundi sua empresa com a SkySQL, que mais tarde se nomeariam MariaDB Corporation. Ele também é CTO  da Fundação MariaDB, um organização sem fins lucrativos com o intuito de promover, proteger e avançar a base de codigos do MariaDB, sua comunidade e seu ecosistema.
A ODBA (Open Database Alliance), fundada em 2009 por Monty Program e Percona em suas palavras será composta de diversas empresas trabalhando juntas para prover suporte e os serviços necessários ao MariaDB, um fork do MySQL de nível empresarial, centrado no desenvolvimento comunitário.

## Vida Pessoal
Windenius vive em Helsínquia com a sua segunda esposa Anna e sua filha mais nova, Maria. Widenius tem três filhos – My, Max e Maria – que foram as inspirações para os nomes MySQL, MaxDB e a distribuição MySQL-Max, e MariaDB.